# فلدکیرشن (باواریای پایین)
فلدکیرشن (باواریای پایین) (به آلمانی: Feldkirchen, Lower Bavaria) یک شهر در آلمان است که در بایرن واقع شده‌است.

## خصوصیات
فلدکیرشن ۲۲٫۶۵ کیلومترمربع مساحت دارد ۳۴۸ متر بالاتر از سطح دریا واقع شده‌است.